# Lissonota magdalenae
Lissonota magdalenae là một loài tò vò trong họ Ichneumonidae.